# Filgrastim
Filgrastim, comercializado bajo el nombre de Neupogen entre otros, es un medicamento que se usa para tratar niveles bajos de neutrófilos en sangre.  Los neutrófilos bajos pueden ocurrir con el VIH/SIDA, después de la quimioterapia o una intoxicación por radiación, o ser de una causa desconocida. También se puede usar para aumentar los glóbulos blancos para la recolección durante la leucoféresis. Se administra por inyección en una vena o debajo de la piel.
Los efectos secundarios comunes incluyen fiebre, tos, dolor en el pecho, dolor en las articulaciones, vómitos y pérdida de cabello. Los efectos secundarios graves incluyen ruptura esplénica y reacciones alérgicas. No está claro si el uso durante el embarazo es seguro para el bebé. Filgrastim es una forma de ADN recombinante del factor estimulante de colonias de granulocitos (G-CSF). Funciona al estimular el cuerpo para aumentar la producción de neutrófilos.
Filgrastim fue aprobado para uso médico en los Estados Unidos en 199. Está en la Lista de medicamentos esenciales de la Organización Mundial de la Salud, los medicamentos más efectivos y seguros que se necesitan en un sistema de salud. El costo mayorista en el mundo en desarrollo es de aproximadamente US$3,95 a US$94,66 por dosis.  En el Reino Unido le costó al NIH alrededor de £50,15 por dosis de 300ug. En los Estados Unidos, el tratamiento cuesta más de US$200. También se dispone de medicamentos biosimilares de filgrastim.

## Usos médicos
Filgrastim se usa para tratar la neutropenia, estimulando la médula ósea para aumentar la producción de neutrófilos. Las causas de la neutropenia incluyen la quimioterapia y el trasplante de médula ósea. 
Filgrastim también se usa para aumentar el número de células madre hematopoyéticas en la sangre antes de la extracción mediante leucoféresis para su uso en el trasplante de células madre hematopoyéticas. 

## Efectos adversos
El efecto adverso observado con mayor frecuencia es el dolor óseo leve después de la administración repetida y las reacciones cutáneas locales en el lugar de la inyección. Otros efectos adversos observados incluyen reacciones alérgicas graves (que incluyen una erupción en todo el cuerpo, falta de aliento, sibilancias, mareos, hinchazón alrededor de la boca o los ojos, pulso rápido y sudoración), rotura esplénica (que a veces provoca la muerte), hemorragia alveolar, síndrome de dificultad respiratoria aguda y hemoptisis. Las crisis severas de células falciformes, en algunos casos que resultan en la muerte, se han asociado con el uso de filgrastim en pacientes con trastornos de células falciformes.

## Interacciones
Las interacciones farmacológicas entre filgrastim y otras drogas no se han evaluado completamente. Los medicamentos que pueden potenciar la liberación de neutrófilos, como el litio, deben usarse con precaución. 
El aumento de la actividad hematopoyética de la médula ósea en respuesta a la terapia del factor de crecimiento se ha asociado con cambios transitorios positivos en la imagen ósea; Esto debe considerarse al interpretar los resultados de la imagen ósea.
Filgrastim no se ha estudiado en mujeres embarazadas y se desconocen sus efectos en el feto. Si toma filgrastim durante el embarazo, es posible que se encuentren rastros del medicamento en la sangre del bebé. No se sabe si el medicamento puede entrar en la leche materna. 

## Mecanismo de acción
Filgrastim es un factor estimulante de colonias de granulocitos humanos (G-CSF) producido por tecnología de ADN recombinante. El G-CSF regula la producción de neutrófilos dentro de la médula ósea; El G-CSF endógeno es una glicoproteína producida por monocitos, fibroblastos y células endoteliales. 
El G-CSF es un factor estimulante de colonias que ha demostrado tener efectos directos directos in vivo o in vitro en la producción de otros tipos de células hematopoyéticas. NEUPOGEN (filgrastim) es el nombre del factor estimulante de colonias de granulocitos humanos de metionilo recombinante (r-metHuG-CSF).

## Sociedad y cultura

### Producción
Es producido mediante tecnología de ADN recombinante. El gen para el factor estimulante de colonias de granulocitos humanos se inserta en el material genético de Escherichia coli. El G-CSF producido entonces por E. coli es diferente del G-CSF producido naturalmente en humanos. 

### Comercialización
Filgrastim se comercializa bajo varias marcas, incluyendo: 
| Empresa                  | Marca                                                           |
| ------------------------ | --------------------------------------------------------------- |
| Cadila Pharmaceuticals   | Filcad                                                          |
| Abbott Laboratories      | Imumax                                                          |
| Dr. Reddy's Laboratories | Grafeel                                                         |
| Intas Biopharmaceuticals | Neukine                                                         |
| Amgen                    | Neupogen                                                        |
| Emcure Pharmaceuticals   | Emgrast                                                         |
| Reliance Life Sciences   | Religrast                                                       |
| Novartis/Sandoz          | Zarzio por Novartis o Zarxio por Sandoz, un producto biosimilar |
| Biocon                   | Nufil                                                           |

Apricus Biosciences está actualmente desarrollando y probando un producto con el nombre de marca Nupen que puede administrar filgrastim a través de la piel para mejorar la recuperación de recuentos de neutrófilos después de la quimioterapia.
Eurofarma 
| Fiprima

### Biosimilar
En 2015, filgrastim-sndz de Sandoz (nombre comercial Zarxio), obtuvo la aprobación de la FDA como biosimilar. Este es el primer producto aprobado en virtud de la Ley de Innovación y Competencia de Precios Biológicos de 2009 (Ley BPCI), como parte de la Ley de Cuidados de salud Asequibles del Presidente Obama de marzo de 2010. Zarxio fue aprobado como un biosimilar, no como un producto intercambiable, señala la FDA. Y bajo la Ley BPCI, solo un producto biológico que haya sido aprobado como "intercambiable" puede ser sustituido por el producto de referencia sin la intervención del proveedor de atención médica que prescribió el producto de referencia. La FDA dijo que su aprobación de Zarxio se basa en la revisión de la evidencia que incluyó caracterización estructural y funcional, datos de estudios en animales, datos de farmacocinética y farmacodinámica en humanos, datos de inmunogenicidad clínica y otros datos de seguridad clínica y eficacia que demuestran que Zarxio es biosimilar a Neupogen. 

Zarxio está aprobado para las mismas indicaciones que Neupogen y puede ser recetado por un profesional de la salud para: Pacientes con cáncer que reciben quimioterapia mielosupresora; Pacientes con leucemia mieloide aguda que reciben quimioterapia de inducción o consolidación; Pacientes con cáncer sometidos a trasplante de médula ósea; Pacientes sometidos a recolección y terapia autóloga de células progenitoras de sangre periférica; y Pacientes con neutropenia crónica grave.
FDA, 6 de Marzo de 2015

## Otras lecturas
- Budiono Santoso; Chris J. van Boxtel; Boxtel, Christoffel Jos van (2001). Drug benefits and risks: international textbook of clinical pharmacology. New York: Wiley. ISBN 0-471-89927-5.
- «Neupogen information». Consultado el 20 de octubre de 2005.